# قرار مجلس الأمن التابع للأمم المتحدة رقم 1923
قرار مجلس الأمن التابع للأمم المتحدة رقم 1923 المتخذ بالإجماع في 25 مايو 2010، بعد التذكير بالقرارات 1769 (2007) و1778 (2007) و1834 (2008) و1861 (2009) و1913 (2010) و1922 (2010) مدد المجلس ولاية بعثة الأمم المتحدة في جمهورية أفريقيا الوسطى وتشاد للمرة الأخيرة حتى 31 كانون الأول / ديسمبر 2010، على أن يتم الانسحاب بحلول ذلك التاريخ.
وجاء انسحاب البعثة بعد أن طلبت تشاد خروجها ووصفت القوة بأنها «فاشلة» وأعلنت أنها ستتولى العمليات الأمنية في المنطقة. وحذرت منظمة العفو الدولية والمفوضية السامية للأمم المتحدة لشؤون اللاجئين من أن الانسحاب سيعرض آلاف اللاجئين للخطر.

## القرار

### أعمال
أشار مجلس الأمن، الذي مدد تفويض بعثة الأمم المتحدة للمرة الأخيرة ، إلى أن تشاد ستكون مسؤولة عن حماية السكان المدنيين في شرق تشاد، بما في ذلك العاملين في المجال الإنساني وموظفي الأمم المتحدة. وعلاوة على ذلك، دعا تشاد إلى اتخاذ إجراءات في هذا الصدد، على سبيل المثال من خلال تجريد مخيمات اللاجئين من السلاح. وطلب المجلس من كل من تشاد والأمم المتحدة تقييم الحالة على الأرض على أساس شهري.
وقرر المجلس تخفيض العنصر العسكري للبعثة إلى 200 2 (900 1 في تشاد و 300 في جمهورية أفريقيا الوسطى) مع 25 مراقبا عسكريا و300 ضابط شرطة كحد أقصى. تمت دعوة الأمين العام بان كي مون لتنفيذ الانسحاب الأول للعدد الزائد من القوات بحلول 15 يوليو 2010 والقوات المتبقية ابتداء من 15 أكتوبر 2010 وتنتهي بحلول 31 ديسمبر 2010.
خلال الفترة المتبقية من ولايتها، يمكن للبعثة أن تواصل المساعدة في تنظيم وتدريب المفرزة الأمنية الداخلية التشادية، للمساعدة في الجهود المبذولة لنقل مخيمات اللاجئين بعيدا عن الحدود؛ للتنسيق مع الهياكل الأمنية الأخرى في كل من تشاد وجمهورية أفريقيا الوسطى؛ والمساهمة في حماية الحقوق المدنية وسيادة القانون. حتى 15 تشرين الأول / أكتوبر 2010، كان على البعثة توفير الأمن لموظفي الأمم المتحدة أو العاملين في المجال الإنساني والاستجابة للتهديدات، بينما كان على جميع الأطراف ضمان حرية تنقلها للسماح لها بتنفيذ ولايتها.
ورحب القرار بتطبيع العلاقات الدبلوماسية بين تشاد والسودان. وفي الوقت نفسه، دعا الحكومات في المنطقة إلى حظر استخدام أراضيها من قبل الجماعات المسلحة لمهاجمة دول أخرى.
وأخيرا، طُلب من الأمين العام أن يقدم تقارير منتظمة إلى المجلس بحلول 31 تموز / يوليو 15 و 15 كانون الأول / ديسمبر 2010 عن الحالة الأمنية والإنسانية في المنطقة. وكان من المقرر أن يقدم الأمين العام، في تقريره الصادر في تموز / يوليو، خيارات دولية وإقليمية لجمهورية أفريقيا الوسطى بعد مغادرة بعثة الأمم المتحدة، وفي تقريره الصادر في كانون الأول / ديسمبر لتقييم الدروس المستفادة في سياق البعثة.